# 藤田潤一
藤田 潤一（ふじた じゅんいち、1910年 - 1970年代）は、日本の映画監督、脚本家、映画プロデューサー、劇作家、演出家である。本名同じ。牧野省三のマキノ・プロダクションの助監督としてキャリアを始め、牧野の没後、脚本家として河合映画製作社、新興キネマに移籍、1934年（昭和9年）に監督に昇進した。山中貞雄らによる「鳴滝組」にも参加し、片岡千恵蔵プロダクション、日活、東宝映画と転々とした。第二次世界大戦中から戦後にかけて「エノケン一座」の座付作家として活動し、初期のテレビ放送劇の台本も書いた。脚本家としての別名に三田 一（みた はじめ）、1965年（昭和40年）からは黎明期の成人映画を量産、この時代には藤田 潤八（ふじた じゅんぱち）、岡野 進（おかの すすむ）等と名のった。連続テレビ映画『遊星王子』の監督としても知られる。

## 人物・来歴

### マキノから鳴滝組の時代
1910年（明治43年）、兵庫県有馬郡三田町（現在の同県三田市）に生まれる。
1920年代にマキノ・プロダクションに入社、助監督を務め、中島宝三（1904年 - 没年不詳）に師事する。1929年（昭和4年）からは中島作品のために脚本を書く。同年7月25日、同社代表の牧野省三が死去し、同年9月にマキノ正博による新体制が発表になるが、当時助監督であった藤田の名はその一覧表には登場しない。師の中島が1930年（昭和5年）末に同社を退社し帝国キネマ演芸に移籍すると、明けて1931年（昭和6年）1月30日に公開された『幕末風雲記 堀新兵衛の巻 新門辰五郎の巻 清水次郎長の巻』（監督マキノ正博・稲葉蛟児・久保為義）の脚本を最後に同社を退社、東京・巣鴨の河合映画製作社（代表・河合徳三郎）に移籍した。翻案・オリジナル含めて14本の脚本を量産し、1932年（昭和7年）7月22日に公開された琴糸路の主演映画『人生の岐路』（監督吉村操）を最後に、師の中島がいる京都の新興キネマに移籍、『人生の岐路』公開の翌日である同23日に公開された『父をたづねて三千里』（監督川手二郎）ではすでに藤田の脚本を使用していた。いっぽう師の中島は同年末には、中島が1年半在籍した河合映画製作社に移籍している。

藤田が監督としてデビューしたのは、満24歳になる年にあたる1934年（昭和9年）7月26日に公開された小金井勝の主演映画『肥後の駒下駄』（原作・脚本上島量）である。『日本映画監督全集』の藤田の項を執筆した岸松雄は、偶然、同作のクランクアップの日に京都の新興キネマの撮影所（のちの新興キネマ京都撮影所、現在の東映京都撮影所）を訪れ、その疲れた顔をよく記憶しているという。岸が同撮影所を訪れたのは、山中貞雄と親交があったからで、当時山中は、三村伸太郎、稲垣浩、八尋不二、滝沢英輔、藤井滋司、土肥正幹（鈴木桃作）、萩原遼とともに「鳴滝組」と称した脚本グループとしても活動しており、藤田はこの集団に井上金太郎、荒井良平、石田民三らとともに、鳴滝のアウトサイダーとして参加していた。「鳴滝組」が集団執筆したときの脚本クレジットの「梶原金八」は、8人のメンバー数から命名されたが、それが増えても「八」で固定された。
1935年（昭和10年）3月7日に公開された河津清三郎の主演映画『春雪白日夢』（脚本八尋不二）で、藤田は監督のほか、原作者三田 一としてクレジットされて以来、これを脚本家としての別名として使用するようになり、1936年（昭和11年）1月25日に公開された杉山昌三九の主演映画『闇討仁義 雪宵鴉』（原作木村恵吾）では、「三田一」名義で脚本・監督としてクレジットされた。同年、片岡千恵蔵プロダクションに移籍、同年7月31日公開の『女殺油地獄』（原作近松門左衛門、脚本梶原金八）、1937年（昭和12年）4月15日公開の『浅野内匠頭』（原作・脚本三村伸太郎）の2本の片岡千恵蔵主演作を監督している。『女殺油地獄』は藤田の千恵プロ入社第一回作品であり、「鳴滝組」が梶原金八第十六回目作品として取り組んだものであった。「鳴滝組」の三村伸太郎がオリジナル脚本を執筆した『浅野内匠頭』を最後に片岡千恵蔵プロダクションは解散しており、藤田は、同社と配給提携していた日活に片岡以下全員とともに移籍する。
藤田は、片岡の日活入社第一作である『謳へ春風』の監督を務め、同作は、同年6月3日に公開された。藤田が、日活で片岡の主演作を手がけたのは同作が最後になり、月形龍之介の主演作を2作監督したあとは、東宝映画京都撮影所に移籍、1938年（昭和13年）12月8日に公開された『幼い英雄たち』で現代劇に転向した。このころ、同撮影所で岸松雄と再会し、藤田と岸は、日活太秦撮影所の前通り（現在の大映通り商店街）にあった二階家で共同生活を始めたという。それは女優の白石明子が以前住んでいた物件で、隣には市川男女之助夫妻の住居があった。同社の東京撮影所（現在の東宝スタジオ）にも出張して9本を監督したが、1941年（昭和16年）5月8日に公開された徳川夢声の主演映画『大いなる感情』（製作竹井諒、原作阿木翁助、脚本外山凡平）を最後に撮影所を去った。
同年3月には、女優の不忍鏡子（本名・進藤幸、1919年 - ）と結婚している。鏡子の姉が、当時、東宝映画東京撮影所の文芸課に所属した阿木翁助（1912年 - 2002年）の妻であったこと、阿木の原作を採用した文芸課長の竹井諒が製作した『大いなる感情』を藤田が監督したこと等に縁があって、見合い結婚したものである。挙式は東京・赤坂の氷川神社で、竹井夫妻を媒酌人として行われた。鏡子の実兄は、美術デザイナーの進藤誠吾（1913年 - 2003年、日本映画・テレビ美術監督協会元理事長）であり、鏡子は結婚を機に引退したものの、藤田は映画一家の一角を担うことになった。

### エノケン一座で劇作家に転向
第二次世界大戦が始まると、藤田は、当時東宝傘下であった「エノケン一座」（東宝榎本健一一座）の座付き作家（劇作家・演出家）、に転向し、1942年（昭和17年）11月公演で『河童の国』（原作塩谷寿雄）を脚色・演出している。戦中戦後の藤田は、「エノケン一座」にあった。1946年（昭和21年）8月、「エノケン一座」は東宝から独立し、株式会社榎本健一劇団に組織変更しているが、藤田はその後も同劇団の作品を書き、演出した。1949年（昭和24年）12月30日には、藤田の脚本に渡辺邦男が手を加えて監督した『エノケン・笠置のお染久松』が公開され、合計3作、榎本健一の主演映画に脚本を提供している。1952年（昭和27年）4月3日公開の花柳小菊の主演映画『お洒落狂女』（監督佐伯清、原作本田美禅、配給東映）にも、藤田は脚本家として参加した。劇作家、演出家としての仕事面は成功し、家庭でも2男に恵まれたが、放縦な生活の結果、1953年（昭和28年）には離婚した。鏡子は翌1954年（昭和29年）には映画界に復帰した。
その後、3年間の仕事については伝えられていないが、1956年（昭和31年）には、日本テレビ放送網の喜劇番組『喜劇天国』に脚本を提供している。同番組は益田喜頓、榎本健一、有島一郎、清川虹子、小桜京子、山東昭子、高橋とよ、古川緑波、柳家金語楼といった喜劇人が出演しており、藤田は1957年（昭和32年）12月2日放映の『師走の風』（主演瀬川路三郎）まで数本、脚本を書いていることがわかっている。古川緑波は『古川ロッパ昭和日記』において、同企画の初期において藤田が関わっており、『午后3時の恋人』を藤田が書いたことや、すでにこの当時、藤田が宣弘社と関わっていたことなどを書き残している。1958年（昭和33年）11月4日に放映を開始した連続テレビ映画『遊星王子』（製作宣弘社プロダクション）の全49話を脚本家の伊上勝と組んで、ほぼすべてを監督し、成功を収めた。1961年（昭和36年）2月2日に放映を開始した連続テレビ映画『おてんば天使』（原作横山光輝）も監督を手がけ、作品は人気を博した。

### 独立系成人映画の時代
1965年（昭和40年）からは独立系成人映画の世界に転身、同年5月には藤田 潤八の名で『艶説四谷怪談』、岡野 進の名で『熱い夜』をそれぞれ監督、いずれも東京放映（代表・吉野達弥）の製作、新東宝興業の配給によって公開された。同年7月には、『艶説四谷怪談』に主演した左京未知子を起用して『性の代償』を監督（「岡野進」名義とも）、自らのプロダクション（藤プロダクション）の製作、センチュリー映画社（代表・井上猛夫、1964年10月設立）の配給により公開された。追って同年8月、東京都港区麻布笄町（現在の西麻布）に設立された六本木映画株式会社（代表・長屋喜代美）に参加する。『日本映画発達史』の田中純一郎によれば、同社は、藤田を中心とした製作会社である。1966年（昭和41年）前半にセンチュリー映画社が倒産しており、藤田は、同年7月15日に同区西新橋2丁目5番1号に設立された株式会社東京映画社（代表取締役・高木波英、常務取締役・藤村政治）の設立に参加、同社の取締役製作担当に就任する。東京映画社が製作した映画は「島村公平」が監督した『偽れる性』（1966年8月）以外の記録が残っていない。藤村政治（生年不詳 - 2010年）は、その後、ワールド映画の営業部長を経て、プリマ企画を設立した。田中純一郎は、『日本映画発達史』のなかで成人映画黎明期のおもな脚本家・監督として、若松孝二、高木丈夫（本木荘二郎の変名）、南部泰三、小林悟、新藤孝衛、糸文弘、小川欽也、小森白、山本晋也、湯浅浪男、宮口圭、深田金之助、小倉泰美、浅野辰雄、渡辺護、片岡均（水野洽の変名）、福田晴一とともに、藤田の名を挙げている。
1967年（昭和42年）11月21日に公開された岸信太郎との共同監督作『ダブルドッキング』（主演辰巳典子）以降の作品歴が不明である。「岸信太郎」とは、ヤマベプロダクション代表の山邊信雄の変名であり、同プロダクションの製作、関東映配の配給により公開された。山中貞雄の弟子であり、かつて「鳴滝組」のメンバーとして藤田とは近い存在であった萩原遼もまた、1969年（昭和44年）4月に公開された乱孝寿の主演作『異常の性 年上の女』で独立系成人映画の世界に踏み出している。萩原は5作を監督したが、いずれも東京興映（代表・小森白）が製作したものであり、藤田との直接の関係は不明である。
『日本映画監督全集』が発行された1976年（昭和51年）12月24日の段階では、藤田の項を執筆した岸松雄は「最近聞けば先日まで病院で療養の身だった」という当時の近況を知らせている。離婚した妻が育てた2人の子息は、いずれも外食チェーンのスエヒロに勤務したという。

## フィルモグラフィ
特筆以外のクレジットはすべて「監督」である。東京国立近代美術館フィルムセンター（NFC）等の所蔵状況についても記す。

### 藤田潤一
「藤田潤一」名義のもの。「三田一」名義のものは特筆した。
- 『剣侠乱舞 後篇』 : 監督中島宝三、主演河津清三郎、製作マキノプロダクション御室撮影所、配給マキノプロダクション、1929年5月31日公開 - 脚本
- 『西南戦争』 : 総指揮マキノ省三、監督中島宝三、原作平山蘆江、主演東條猛、製作マキノプロダクション御室撮影所、配給マキノプロダクション、1929年10月4日公開 - 脚本
- 『巷譚 両国橋』 : 監督中島宝三、主演沢田敬之助、製作マキノプロダクション御室撮影所、配給マキノプロダクション、1930年1月10日公開 - 原作・脚本
- 『本朝野士縁起 第一篇』 : 監督中島宝三、原作直木三十五、主演小金井勝、製作マキノプロダクション御室撮影所、配給マキノプロダクション、1930年5月1日公開 - 脚本
- 『熊本城非常警砲』 : 監督中島宝三、原作平山蘆江、主演南光明、製作マキノプロダクション御室撮影所、配給マキノプロダクション、1930年7月1日公開 - 脚本
- 『野狐三次』 : 監督吉野二郎、主演沢村国太郎、製作マキノプロダクション御室撮影所、配給マキノプロダクション、1930年9月12日公開 - 原作・脚本
- 『快男子』 : 監督柏木一雄、主演東郷久義、製作マキノプロダクション御室撮影所、配給マキノプロダクション、1930年12月19日公開 - 原作・脚本
- 『真田十勇士』（『真田十勇士 第一篇』） : 製作マキノ正博、監督金森万象・稲葉蛟児・滝沢英輔・三上良二・久保為義、原作八田尚之、主演南光明、製作マキノプロダクション御室撮影所、配給マキノプロダクション、1931年1月15日公開 - 脚本
- 『幕末風雲記 堀新兵衛の巻 新門辰五郎の巻 清水次郎長の巻』 : 監督マキノ正博・稲葉蛟児・久保為義、主演市川米十郎、製作マキノプロダクション御室撮影所、配給マキノプロダクション、1931年1月30日公開 - 中川信夫と共同で脚本
- 『肉弾三勇士』 : 製作河合徳三郎、監督根岸東一郎・長尾史録・吉村操・石山稔・服部真砂雄・西尾佳雄、主演中野健二・琴糸路、製作河合映画製作社、配給河合キネマ、1932年3月3日公開 - 脚本
- 『街の鉄条網』 : 監督吉村操、主演琴糸路・中野健二、製作河合映画製作社、配給河合キネマ、1932年4月1日公開 - 原作・脚本
- 『大和魂 空閑少佐』 : 監督服部真砂雄・根岸東一郎・吉村操・長尾史録・石山稔・西尾佳雄、主演松林清三郎、製作河合映画製作社、配給河合キネマ、1932年4月8日公開 - 脚本
- 『愛の審判』 : 監督吉村操、主演中野健治・河合喜美子、製作河合映画製作社、配給河合キネマ、1932年4月15日公開 - 原作・脚本
- 『複雑の裏面 前篇』 : 監督西尾佳夫、主演河合喜美子、製作河合映画製作社、配給河合キネマ、1932年4月29日公開 - 原作・脚本
- 『複雑の裏面 後篇』 : 監督西尾佳夫、主演河合喜美子、製作河合映画製作社、配給河合キネマ、1932年4月29日公開 - 原作・脚本
- 『永遠の母』 : 監督吉村操、主演琴糸路、製作河合映画製作社、配給河合キネマ、1932年5月6日公開 - 原作・脚本
- 『父二人』 : 監督服部真砂雄、主演琴糸路、製作河合映画製作社、配給河合キネマ、1932年5月13日公開 - 脚本
- 『大東京撮影所の屋根の下』 : 監督吉村操、主演中野健治・東龍子、製作河合映画製作社、配給河合キネマ、1932年6月3日公開 - 原作・脚本
- 『異説崇禅寺馬場』 : 監督長尾史録、主演葉山純之輔、製作河合映画製作社、配給河合キネマ、1932年6月3日公開 - 原作・脚本
- 『日蓮お政』 : 監督服部真砂雄、原作河合徳三郎、主演中野健治・河合喜美子、製作河合映画製作社、配給河合キネマ、1932年6月17日公開 - 脚本
- 『ナッパ服四人組』 : 監督服部真砂雄、主演富士幸三郎・大岡怪童、製作河合映画製作社、配給河合キネマ、1932年7月1日公開 - 脚本
- 『二足草鞋』 : 監督長尾史録、主演松本田三郎・久野あかね、製作河合映画製作社、配給河合キネマ、1932年7月8日公開 - 原作・脚本
- 『人生の岐路』 : 監督吉村操、主演琴糸路、製作河合映画製作社、配給河合キネマ、1932年7月22日公開 - 原作・脚本
- 『父をたづねて三千里』 : 監督川手二郎、主演金沢美都子、製作・配給新興キネマ、1932年7月23日公開 - 脚本
- 『太陽の娘』 : 監督渡辺新太郎、原作三上於菟吉、主演由利健二・桂珠子、製作・配給新興キネマ、1932年10月6日公開 - 脚本
- 『嫁ケ淵』 : 監督寿々喜多呂九平、原作小笠原白也、主演瀬良章太郎、製作・配給新興キネマ、1932年11月24日公開 - 脚本
- 『栄え行く道』 : 監督曾根純三、原作野間清治、主演由利健次、製作・配給新興キネマ、1933年1月7日公開 - 九鬼隆爾と共同で脚本
- 『染分振子』 : 監督松田定次、原作鈴木氏亭、主演小金井勝、製作・配給新興キネマ、1933年3月8日公開 - 脚本

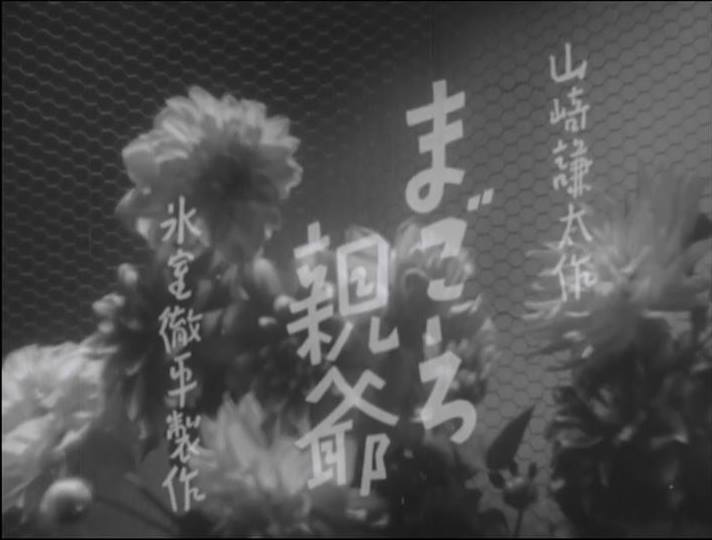
『まごゝろ親爺』（1940年）

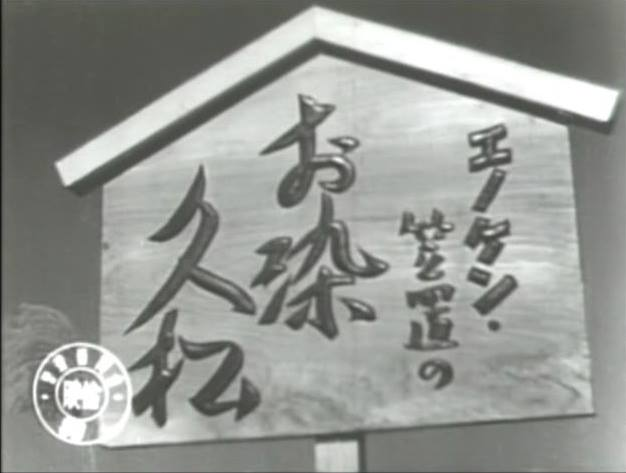
『エノケン・笠置のお染久松』（1949年）

- 『肥後の駒下駄』 : 原作・脚本上島量、主演小金井勝、製作・配給新興キネマ、1934年7月26日公開 - 監督デビュー作
- 『万五郎青春記』 : 原作野村胡堂、脚本八尋不二、主演大谷日出夫、製作・配給新興キネマ、1934年9月27日公開
- 『狼隊の少年』 : 原作大仏次郎、脚本八尋不二、主演河津清三郎、製作・配給新興キネマ、1934年12月18日公開
- 『春雪白日夢』 : 脚本八尋不二、主演河津清三郎、製作新興キネマ京都撮影所、配給新興キネマ、1935年3月7日公開 - 監督・「三田一」名義で原作
- 『姓は丹下名は茶善』 : 主演田村邦男、製作新興キネマ京都撮影所、配給新興キネマ、1935年5月8日公開 - 監督・「三田一」名義で原作・脚本
- 『薩摩隼人』 : 原作藤島一虎、脚本八尋不二、主演杉山昌三九、製作新興キネマ京都撮影所、配給新興キネマ、1935年公開
- 『剣客商売』 : 監督土肥正幹、原作小林宗吉、主演田村邦男、製作新興キネマ京都撮影所、配給新興キネマ、1935年8月22日公開 - 「三田一」名義で脚本、12分の上映用プリント断片をNFCが所蔵[8]
- 『浪人囃子』 : 主演大谷日出夫、製作新興キネマ京都撮影所、配給新興キネマ、1936年1月25日公開 - 監督・「三田一」名義で原作・脚本
- 『闇討仁義 雪宵鴉』 : 原作木村恵吾、主演杉山昌三九、製作新興キネマ京都撮影所、配給新興キネマ、1936年1月25日公開 - 「三田一」名義で監督・脚本
- 『女殺油地獄』 : 原作近松門左衛門、脚本梶原金八、主演片岡千恵蔵、製作片岡千恵蔵プロダクション、配給日活、1936年7月31日公開
- 『浅野内匠頭』 : 原作・脚本三村伸太郎、主演片岡千恵蔵、製作片岡千恵蔵プロダクション、配給日活、1937年4月15日公開
- 『謳へ春風』 : 原作・脚本藤木九、主演片岡千恵蔵、製作日活京都撮影所、配給日活、1937年6月3日公開
- 『血祭三代目』 : 原作・脚本稲垣浩、主演月形龍之介、製作日活京都撮影所、配給日活、1937年11月11日公開
- 『妖棋伝 後篇』 : 原作角田喜久雄、脚本阿波千吉、主演月形龍之介、製作日活京都撮影所、配給日活、1938年4月21日公開
- 『幼い英雄たち』 : 脚本槇本宏、主演中村英雄、製作東宝映画京都撮影所、配給東宝映画、1938年12月8日公開
- 『胡椒息子』 : 製作竹井諒、原作獅子文六、脚本岸松雄、主演林文夫・徳川夢声、製作東宝映画東京撮影所、配給東宝映画、1938年12月21日公開
- 『出征譜』 : 製作竹井諒、原作川口松太郎、脚本鈴木紀子、主演大日方伝、製作東宝映画東京撮影所、配給東宝映画、1939年5月11日公開
- 『愛の設計』 : 製作富岡厚雄、脚本山形雄策、主演鬼頭善一郎、製作東宝映画京都撮影所、配給東宝映画、1939年10月20日公開
- 『お転婆社長』 : 製作山下良三、原作林二九太、脚本八住利雄、主演江戸川蘭子、製作東宝映画東京撮影所、配給東宝映画、1940年2月14日公開
- 『雲月の鈴蘭の妻』 : 製作氷室徹平、原作萩原四朗、脚本山崎謙太、主演天中軒雲月・花井蘭子、製作東宝映画京都撮影所、配給東宝映画、1940年3月6日公開 - 監督、67分の上映用プリントをNFCが所蔵[8]、衛星劇場が放映[35]
- 『銀翼の乙女』 : 製作山下良三、原作岡田禎子、脚本鈴木紀子、主演霧立のぼる、製作東宝映画東京撮影所、配給東宝映画、1940年5月8日公開
- 『まごゝろ親爺』（『まごころ親爺』[13]） : 製作氷室徹平、脚本山崎謙太、主演柳家金語楼、製作東宝映画京都撮影所、配給東宝映画、1940年12月4日公開、衛星劇場が放映
- 『大いなる感情』 : 製作竹井諒、原作阿木翁助、脚本外山凡平、主演徳川夢声、製作東宝映画東京撮影所、配給東宝映画、1941年5月8日公開

- 『エノケン・笠置のお染久松』[13]（『お染久松』[9]『エノケンカサギのお染久松』[16]） : 製作滝村和男、監督渡辺邦男、主演榎本健一・笠置シヅ子、製作新東宝・エノケンプロダクション、配給東宝、1949年12月30日公開 - 渡辺邦男と共同で脚本、衛星劇場が放映
- 『エノケン十八番 らくだの馬さん』（『らくだの馬さん』） : 製作糸屋寿雄、監督大曾根辰夫、主演榎本健一・折原啓子、製作松竹京都撮影所・エノケンプロダクション、配給松竹、1950年3月25日公開 - 脚本
- 『エノケン・ロッパの弥次喜多ブギウギ道中』（『弥次喜多ブギウギ道中』『エノケン・ロツパの彌次喜多ヴギウギ道中』） : 製作小倉浩一郎、監督大曾根辰夫、主演榎本健一・古川緑波、製作松竹京都撮影所、配給松竹、1950年7月9日公開 - 古川緑波と共同で脚本
- 『お洒落狂女』 : 監督佐伯清、原作本田美禅、主演花柳小菊、製作東映京都撮影所・山田プロダクション、配給東映、1952年4月3日公開 - 佐伯清と共同で脚本

- 『喜劇天国』 : 製作日本テレビ放送網
  - 第7回『午后3時の恋人』1956年11月26日放映（テレビ映画） - 脚本
  - 第40回『廂貸すべからず』 : 原作穂積純太郎、1957年7月15日放映（テレビ映画） - 脚色
  - 不明回『夢よもう一度!』 : 1957年8月19日放映（テレビ映画） - 脚本
  - 不明回『ここに娘あり』 : 1957年10月21日放映（テレビ映画） - 吉田みきとともに脚本
  - 不明回『バリカンの味』 : 1957年11月11日放映（テレビ映画） - 脚本
  - 不明回『師走の風』 : 主演瀬川路三郎、1957年12月2日放映（テレビ映画） - 脚本
- 『ソール・アチャラカ劇場』 : 主演滝雅雄、大阪テレビ放送、1957年1月19日 - 同年4月27日放映（連続テレビ映画） - 脚本
- 『遊星王子』 : 脚本伊上勝、主演三村俊夫、製作宣弘社プロダクション / 日本テレビ放送網、1958年11月4日 - 1959年9月30日放映（連続テレビ映画） - 監督（全49話）、2011年にアネックがDVDを発売（全4部・全14枚）
- 『青空街道』 : 脚本松原佳史、主演倉田爽平、製作東映テレビプロダクション、配給第二東映、1960年5月3日公開（映倫番号 11720）
- 『青空街道 完結篇』 : 脚本松原佳史、主演倉田爽平、製作東映テレビプロダクション、配給第二東映、1960年5月10日公開（映倫番号 11721）
- 『おてんば天使』 : 原作横山光輝、脚本柳沢類寿・伊知地道明・寺島アキ子、主演浅野寿々子、日本テレビ放送網、1961年2月2日 - 同年7月27日放映（連続テレビ映画） - 監督

### 藤田潤八
特筆以外は「藤田潤八」名義で「監督」したもの。
- 『艶説四谷怪談』 : 製作吉野達弥、脚本中沢信、主演左京未知子・川部修詩、製作東京放映、配給新東宝興業、1965年5月公開（成人映画・映倫番号 不明） - 監督
- 『熱い夜』 : 製作吉野達弥、主演上原美奈子、製作東京放映、配給新東宝興業、1965年5月公開（成人映画・映倫番号 不明） - 監督[5]（「岡野進」名義とも[13]）
- 『性の代償』 : 主演左京未知子、製作藤プロダクション、配給センチュリー映画社、1965年7月公開（成人映画・映倫番号 14061） - 監督（「岡野進」名義とも）
- 『熱い樹液』 : 製作長屋喜代美、企画井上猛夫、脚本宮城純一、主演高月絢子、製作六本木映画、配給センチュリー映画社、1965年10月12日公開（成人映画・映倫番号 14157） - 「岡野進」と共同で監督のクレジット[13]
- 『情怨の女子大生』 : 企画井上猛夫、脚本宮原真吾、主演谷口朱里、製作六本木映画・創作グループ、配給センチュリー映画社、1965年11月公開（成人映画・映倫番号 14259） - 倉田武雄とともに製作・「岡野進」名義で監督[13]
- 『狂った愛欲』 : 製作長屋喜代美、企画井上猛夫、脚本黒崎鋭、主演森恵子、製作六本木映画、配給センチュリー映画社、1965年12月公開（成人映画・映倫番号 14225） - 監督
- 『愛欲のいけにえ』 : 製作矢元照雄、主演火鳥こずえ、製作青年群像、配給国映、1965年12月公開（成人映画・映倫番号 不明） - 「岡野進」名義で監督[13]
- 『背徳の女』 : 主演左京未知子、製作六本木映画、配給センチュリー映画社、1965年12月公開（成人映画・映倫番号 不明） - 「武市芽良夫」名義で監督
- 『白痴女』 : 製作六本木映画、配給センチュリー映画社、1966年3月公開（成人映画・映倫番号 不明） - 「武市芽良夫」名義で監督
- 『多情日記』 : 脚本黒崎鋭、主演岡本弘子、製作日邦映画、1966年5月公開（成人映画・映倫番号 14526） - 監督
- 『ダブルドッキング』 : 主演辰巳典子、製作ヤマベプロダクション、配給関東映配、1967年11月21日公開（成人映画・映倫番号 15162） - 岸信太郎とともに監督

## テアトログラフィ
すべてエノケン一座（榎本健一劇団、1946年8月以降）の公演である。
- 『河童の国』 : 原作塩谷寿雄、1942年11月公演 - 脚色・演出
- 『何処へ』 : 御園座、1942年12月公演 - 作・演出
- 『ベンゲットの星』 : 原作織田作之助、1943年5月（8月とも[29]）公演 - 脚色・演出
- 『たった一人の鉱山』 : 1943年11月公演 - 作・演出
- 『太閤記』 : 1944年2月公演 - 作・演出
- 『無法松の一生』 : 1944年公演 - 脚色・演出
- 『リリオム』 : 有楽町・有楽座、1946年3月公演 - 脚色・演出
- 『エノケンのターザン』 : 1946年夏秋公演 - 演出
- 『法界坊』 : 1946年公演 - 脚色・演出
- 『アリババと盗賊』 : 有楽町・日本劇場、1947年1月公演 - 作・演出
- 『ABC娘』 : 有楽町・有楽座、1947年4月公演 - 作・演出
- 『霧の夜の女』 : 帝国劇場、1947年5月公演 - 作・演出
- 『婿殿は華族様』 : 関東・東海道巡業公演、1948年6月公演 - 作・演出
- 『愉快な相棒』 : 有楽町・有楽座、1949年1月公演 - 作・演出
- 『あゝ世は夢か幻か』 : 有楽町・有楽座、1949年7月公演 - 作・演出
- 『ブギウギ百貨店』 : 1950年1月公演 - 作・演出

## ビブリオグラフィ
国立国会図書館蔵書等にみる書誌である。
- 『満蒙建国の黎明』三上於菟吉・直木三十五 : 駿南社、1932年発行 - 編集
- 「榮えゆく道 - 新興キネマ特作映畫」野間淸治・藤田潤一・九鬼龍爾 : 『冨士』第6巻第2号所収、大日本雄弁会講談社、p.434-435.